# Landsborough
Landsborough – miasto w Australii, w stanie Queensland.